# Комон сир Орн
Комон сир Орн (фр. Caumont-sur-Orne) насеље је и општина у северној Француској у региону Доња Нормандија, у департману Калвадос која припада префектури Кан.
По подацима из 2011. године у општини је живело 84 становника, а густина насељености је износила 91,3 становника/km². Општина се простире на површини од 0,9 km². Налази се на средњој надморској висини од 50 метара (максималној 145 m, а минималној 26 m).

## Демографија
| 1962. | 1968. | 1975. | 1982. | 1990. | 1999. | 2011. |
| ----- | ----- | ----- | ----- | ----- | ----- | ----- |
| 56    | 66    | 59    | 65    | 69    | 75    | 84    |

График промене броја становника у току последњих година